# Wicko (województwo pomorskie)
Wicko (kaszub. Wickò lub też Wick, niem. Vietzig) – wieś w Polsce, położona w województwie pomorskim, w powiecie lęborskim, siedziba gminy Wicko, przy skrzyżowaniu drogi wojewódzkiej nr 213 z drogą wojewódzką nr 214.
| SIMC    | Nazwa      | Rodzaj    |
| ------- | ---------- | --------- |
| 1014659 | Bielawa    | część wsi |
| 1014694 | Nowe Wicko | część wsi |

W latach 1975–1998 wieś należała administracyjnie do województwa słupskiego.
We wsi jest placówka Ochotniczej Straży Pożarnej. W kierunku zachodnim od Wicka znajduje się rezerwat przyrody Nowe Wicko. Wicko leży 10 km na południe od Morza Bałtyckiego. W Wicku znajduje się piekarnia oraz pizzeria. Na północ od Wicka najbliżej leżącą wsią jest Charbrowo, na południe – Białogarda.
We wsi XIX wieczny, parterowy dwór ze skrajnym, dwukondygnacyjnym ryzalitem zaadaptowanym na szkołę, pozostałości parku dworskiego. Przy szosie do Skarszew w lesie ruiny kaplicy grobowej.